# ميشيل بريفوست
ميشيل بريفوست (بالفرنسية: Michel Prévost)‏ هو لاعب رماية فرنسي، ولد في 7 أغسطس 1925.

## وصلات خارجية
- ميشيل بريفوست على موقع أوليمبيديا (الإنجليزية)